# Idaea benubia
Idaea benubia là một loài bướm đêm trong họ Geometridae.